# استن جیمز
استن جیمز (انگلیسی: Stan James) یک شرکت آنلاین شرط‌بندی ورزشی و پوکر بود که از سال ۱۹۷۳ کار خودش را آغاز کرد. این برند در چهل سال دوران فعالیتش به یکی از معتمدترین بنگاه‌ها در بریتانیا تبدیل شده‌بود.